# 2022 FIFAワールドカップ日本代表

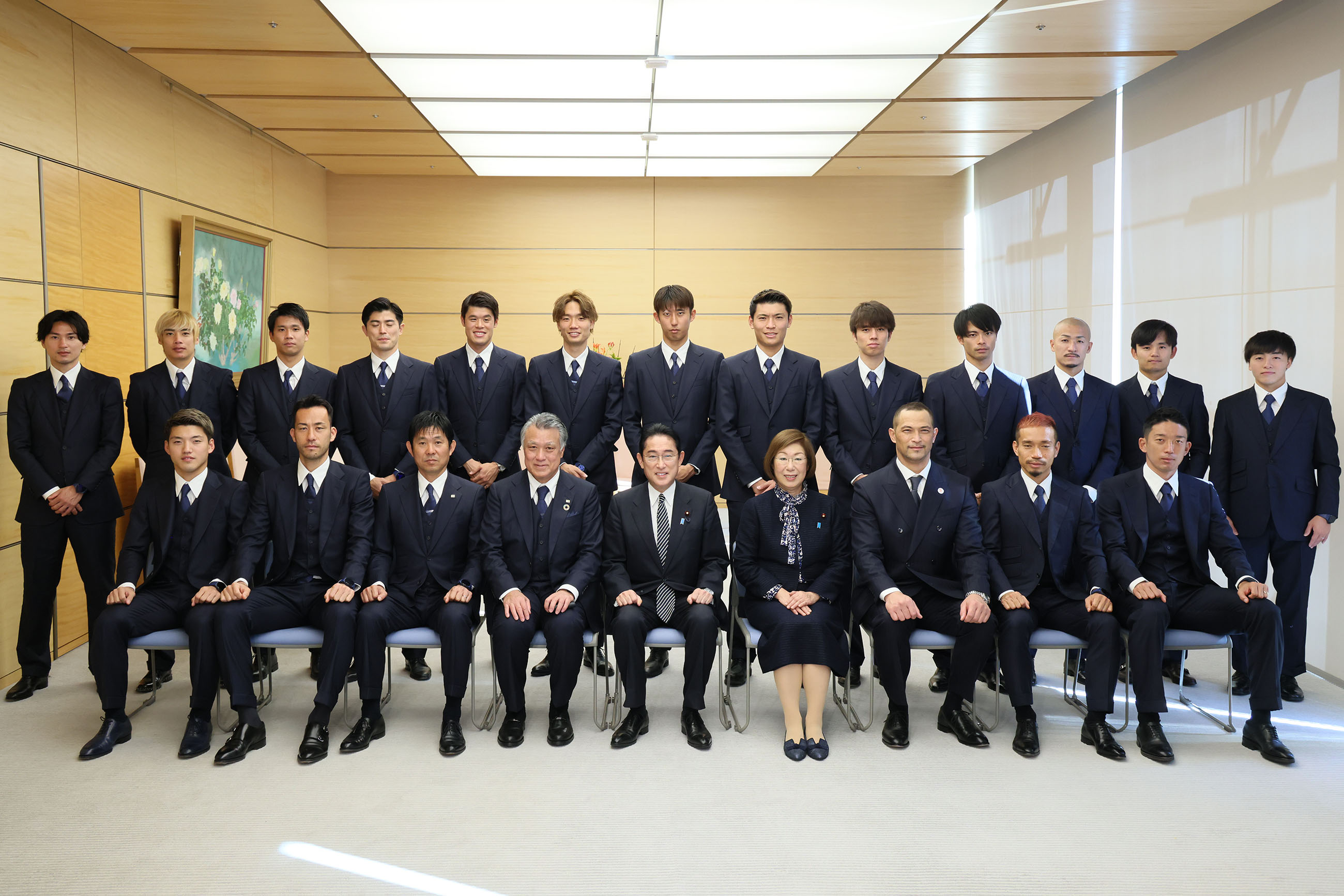
岸田文雄内閣総理大臣らと記念撮影する代表チーム

2022 FIFAワールドカップ日本代表 （2022フィファワールドカップにほんだいひょう）は、2022年にカタールで開催されたFIFAワールドカップのサッカー日本代表である。

## 概要
日本のワールドカップ出場は7大会連続7回目となる。前回ロシア大会以降、コーチから監督に昇格した森保一が代表チームを率い、アジア最終予選は1勝2敗という厳しいスタートとなったが、6連勝でワールドカップ出場を決めた。日本人が代表監督を4年間務めてワールドカップに臨むのは森保が初めてとなる。
新型コロナウイルス感染症と過密日程への措置として、登録選手数は最大23人から26人へ3人増やされた。また、予備登録リストも最大35人から55人へ拡大された。2022年10月21日までに森保監督は、予備登録メンバー55人のリストを国際サッカー連盟（FIFA）へ提出し、そのリストにはこれまで招集していない選手は含まれていないことを表明した。このリストは、前回同様公表されていない。11月1日、他の出場国に先駆けて最終登録メンバー26人のリストを発表した。また、11月2日に発表されたU-19日本代表スペイン遠征メンバーの中から10人が、遠征後トレーニングパートナーとして日本代表に合流する予定だったが、11月21日、U-19日本代表の中で新型コロナウイルスの陽性者が4人出たことを受け中止となった。

### 本大会までの軌跡
森保監督は「世代間の融合」をテーマとして掲げ、就任当初から若い選手や代表経験が浅い選手を積極的に起用し、就任から4年間で歴代最多となる120人の選手を代表に招集した。前任の西野朗が行った「選手に自由を与え、個性を尊重するチーム作り」を継続した一方で、歴代の代表監督が残したキーワード(岡田武史の「全員攻撃全員守備」、ザッケローニの「インテンシティ(強度)」、ハリルホジッチの「デュエル(一対一)」など)を活かす戦い方を目指すとし、更に追加で「良い守備から良い攻撃」を新たなキーワードとして掲げた。
新たな攻撃の軸として据えられた中島翔哉・南野拓実・堂安律の組み合わせは「新BIG3」(かつての日本代表で攻撃の軸を担った本田圭佑・香川真司・岡崎慎司の愛称「BIG3」にちなんで)と名付けられ期待された。特に中島はボランチの位置まで下がってパスを引き出してビルドアップに貢献しつつ、そこからドリブルで持ち上がってチャンスメイクまでこなす事で絶大な存在感を見せた。中島がチームの王様として君臨し、世代別代表の頃から共にプレーしてきた南野は阿吽の呼吸でゴールを量産し、そこに堂安が絡む事によって変幻自在の攻撃を実現した。しかし中島の相次ぐ負傷離脱、南野・堂安のレギュラー落ちもあり、2019年10月15日に行われたアジア二次予選のタジキスタン戦を最後に3人が揃って先発する事は無かった。
同年に開催されたコパ・アメリカ2019ではJFAが招集権を各クラブに行使出来ず、主力選手の大半を招集出来ない事情を逆手に取り、1年後に控えた東京五輪(当初はコロナによる延期予定が無かった)を見据えて東京五輪世代の選手を多く招集し、また一部のベテラン選手(岡崎慎司・川島永嗣など)を再招集した。この大会で攻撃の軸を担った中島翔哉と久保建英は、森保監督が理想とする「お互いの距離感を良くしてコンパクトに戦う」事をほぼ初共演で体現した。しかしこの二人の組み合わせも中島の負傷離脱により、コパアメリカ以降実現する機会は無かった。
その後は鎌田大地・伊東純也が中島・堂安に代わって攻撃の軸に据えられたが、アジア最終予選で3試合を終えて1勝2敗と負け越した事で森保監督はフォーメーション変更を決断、就任当初から使い続けた4-2-3-1に代えて4-3-3を使用する事となった。トップ下の鎌田が守備時の運動量が少ない事によって左サイドハーフの南野の守備負担が増え、逆に守備時に南野が走り過ぎる事によって中盤に大きなスペースが出来、更にボランチの守備負担が増えるという悪循環が生まれており、これを解決する為に森保監督はトップ下を無くす決断をした。この変更によって鎌田に加えてボランチの柴崎岳が先発から外された。代わりにボランチの守田英正・田中碧が抜擢され、一貫して中盤の主軸を担い続けてきた遠藤航と3ボランチを形成した。伊東が右サイドを縦に突破してチャンスメイクをし、真ん中の大迫と左の南野の2人がゴールを狙いに行く新たな攻撃スタイル(ダブルストライカー)が構築され、その後は伊東の4試合連続ゴール(最終予選史上最多タイ記録)や、五輪代表を経てA代表に呼ばれるようになった三笘薫のスーパーサブとしての台頭などもあり、第4戦のホームでのオーストラリア戦を含めて6連勝を記録しワールドカップ出場を決めたが、森保監督の理想であるコンパクトな距離感はチームから長らく失われたままだった。
2022年6月に行われた親善試合4試合では最終予選で出場機会が少なかった選手を多く起用する事で選手層の拡大を図り、またこのタイミングでDF伊藤洋輝が初招集された。インサイドハーフのポジションには鎌田大地・原口元気が多くの試合で起用されてそれぞれ持ち味を出した。豊富な運動量と激しい守備でチームに貢献した原口に対し、鎌田は下がってボールを受けてパス交換を繰り返す事で相手のプレスをいなしチームの攻撃を前進させた。また、FWはコンディション不良により招集外となった大迫勇也に代わり、浅野拓磨・古橋亨梧・上田綺世・前田大然らが起用された。
同年9月に行われた親善試合2試合ではフォーメーションを再び4-2-3-1に戻した。6月の親善試合で浅野以外のFWがことごとく機能不全に陥った事を受け、2列目の選手を増やす事でチーム全体にコンパクトな距離感を復活させてFWの孤立を防ぐと同時に、2列目の選手の組織的守備を活かしたハイプレス・ショートカウンター戦術をチームに浸透させる狙いを持っての変更だった。6月にインサイドハーフで多く起用された鎌田・原口のうち、鎌田はトップ下としてアメリカ戦の先発に選ばれた一方で原口は再び控えに回された。左サイドハーフはこれまで起用され続けてきた南野に代わり久保が起用された。久保は2020年10月13日に行われたコートジボワール戦でも左サイドで起用されたが、その時は攻撃では持ち味を出せず、守備でも貢献出来なかった。しかし2021年にヘタフェCFでプレーした事で守備力が向上し、更に2022年に移籍したレアル・ソシエダで左サイドでの起用が増えた事で、中島離脱以降ずっと決定打に欠けてきた左サイドに土壇場で抜擢される事となった。FWは6月に続いて負傷により招集外となった大迫に代わり前田が起用され、ハイプレス戦術のキーマンとして2-0の勝利に貢献した。また、7月のE-1選手権2022で活躍した相馬勇紀・町野修斗が滑り込みでメンバー争いに加わった。

### メンバー選考
森保監督が兼任で監督を務めた東京五輪世代の選手が9人選ばれ、オーバーエイジだった選手3人も含め半数近くが東京五輪出場メンバーとなった。一方、今大会予選で南野拓実と並びチーム最多得点者だった大迫勇也、森保監督から継続的に招集されていた原口元気、所属するセルティックで得点を挙げ続けている古橋亨梧らが外れた。川島永嗣と長友佑都は、歴代最多タイとなる4回目の選出となった。39歳の川島は前回大会時の最年長記録（35歳）を更新。長友はフィールドプレーヤーとしては初の4回目の選出となる。また、権田修一は初選出（2014年）から落選（2018年）を経て復活した初めての例となった。
19人の選手がワールドカップ初選出だが、平均年齢は27.77歳と前回大会よりは若返ったものの歴代3番目の高さである。国内クラブでプレーする選手は7名で歴代最少となった（うち3名は海外経験者）。J1リーグを2連覇した川崎フロンターレのトップチーム経験者が、現役・OB含め8人いる。高校年代でJリーグのクラブユースに所属していた選手は半数近くの12人。また、4名は川崎市宮前区の「さぎぬまSC」出身という同じルーツがある。他方、大学サッカー出身者が9人おり、1998年大会の11人に次ぐ人数となっている。全日本大学サッカー連盟理事長の中野雄二は「森保監督は大学の試合をよく見に来た。そんな代表監督は初めてだった」と述べている。
今大会は11月から12月にかけての冬季開催となるため、ヨーロッパで活動する選手たちは直前まで所属クラブの試合に出場することになり、コンディション管理が課題となった。深刻な負傷が起こった場合などでは大会初戦の24時間前までは選手の入れ替えが可能だが、そのためのバックアップメンバーの帯同は行われない。ただし、そのような状況が起こった時のために何人かのリストを作って準備を求める可能性はあると反町康治日本サッカー協会技術委員長は述べた。浅野拓磨と板倉滉は9月に靭帯を損傷しリハビリ中だったが、回復具合をみて選出された。欧州クラブ所属選手をサポートするため、2020年にデュッセルドルフに設置されたJFAヨーロッパオフィスがふたりのリハビリをサポートした。DF中山雄太はメンバー発表翌日の試合でアキレス腱を負傷し、代わりにFW町野修斗が選出された。

## 登録メンバー

### 最終登録メンバー
- 「出場状況」欄の「〇」はフル出場、「」は途中交代アウト、「」は途中交代イン、「」は獲得得点をそれぞれ示す。
- 「年齢」「所属クラブ」は、大会開幕時点（2022年11月20日）。
- 備考の年号はW杯メンバー歴。

| 背番号 | 選手名               | Pos. | 生年月日（年齢）       | 所属クラブ            | 身長 cm | 高校・クラブ（U-18）、大学    | 出身地                   | 出場状況          | 出場状況              | 出場状況           | 出場状況             | 備考             |
| 背番号 | 選手名               | Pos. | 生年月日（年齢）       | 所属クラブ            | 身長 cm | 高校・クラブ（U-18）、大学    | 出身地                   | ドイツ戦 11月23日 | コスタリカ戦 11月27日 | スペイン戦 12月1日 | クロアチア戦 12月5日 | 備考             |
| ------ | -------------------- | ---- | ---------------------- | --------------------- | ------- | ----------------------------- | ------------------------ | ----------------- | --------------------- | ------------------ | -------------------- | ---------------- |
| 1      | 川島永嗣             | GK   | 1983年3月20日（39歳）  | ストラスブール        | 185     | 浦和東高                      | さいたま市中央区         |                   |                       |                    |                      | 2010、2014、2018 |
| 2      | 山根視来             | DF   | 1993年12月22日（28歳） | 川崎フロンターレ      | 178     | ウィザス高 - 桐蔭横浜大       | 横浜市青葉区             |                   | 62分                  |                    |                      |                  |
| 3      | 谷口彰悟             | DF   | 1991年7月15日（31歳）  | 川崎フロンターレ      | 183     | 大津高 - 筑波大               | 熊本市東区               |                   |                       | 〇                 | 〇                   |                  |
| 4      | 板倉滉               | DF   | 1997年1月27日（25歳）  | ボルシアMG            | 186     | 川崎フロンターレU-18          | 横浜市青葉区             | 〇                | 〇                    | 〇                 |                      |                  |
| 5      | 長友佑都             | DF   | 1986年9月12日（36歳）  | FC東京                | 170     | 東福岡高 - 明治大             | 愛媛県西条市             | 57分              | 46分                  | 46分               | 64分                 | 2010、2014、2018 |
| 6      | 遠藤航               | MF   | 1993年2月9日（29歳）   | VfBシュトゥットガルト | 178     | 湘南ベルマーレユース          | 横浜市戸塚区             | 〇                | 〇                    | 87分               | 〇                   | 2018             |
| 7      | 柴崎岳               | MF   | 1992年5月28日（30歳）  | CDレガネス            | 175     | 青森山田高                    | 青森県上北郡野辺地町     |                   |                       |                    |                      | 2018             |
| 8      | 堂安律               | MF   | 1998年6月16日（24歳）  | フライブルク          | 172     | ガンバ大阪ユース              | 兵庫県尼崎市             | 71分              | 67分                  | 46分               | 87分                 |                  |
| 9      | 三笘薫               | MF   | 1997年5月20日（25歳）  | ブライトン            | 178     | 川崎フロンターレU-18 - 筑波大 | 川崎市宮前区             | 57分              | 62分                  | 46分               | 64分                 |                  |
| 10     | 南野拓実             | MF   | 1995年1月16日（27歳）  | ASモナコ              | 174     | セレッソ大阪U-18              | 大阪府泉佐野市           | 75分              | 82分                  |                    | 87分                 |                  |
| 11     | 久保建英             | MF   | 2001年6月4日（21歳）   | レアル・ソシエダ      | 173     | FC東京U-18                    | 川崎市麻生区             | 46分              |                       | 46分               |                      |                  |
| 12     | 権田修一             | GK   | 1989年3月3日（33歳）   | 清水エスパルス        | 187     | FC東京U-18                    | 東京都世田谷区           | 〇                | 〇                    | 〇                 | 〇                   | 2014             |
| 13     | 守田英正             | MF   | 1995年5月10日（27歳）  | スポルティングCP      | 177     | 金光大阪高 - 流通経済大       | 大阪府高槻市             |                   | 〇                    | 〇                 | 105分                |                  |
| 14     | 伊東純也             | MF   | 1993年3月9日（29歳）   | スタッド・ランス      | 176     | 逗葉高 - 神奈川大             | 神奈川県横須賀市         | 〇                | 67分                  | 〇                 | 〇                   |                  |
| 15     | 鎌田大地             | MF   | 1996年8月5日（26歳）   | フランクフルト        | 184     | 東山高                        | 愛媛県伊予市             | 〇                | 〇                    | 68分               | 75分                 |                  |
| 16     | 冨安健洋             | DF   | 1998年11月5日（24歳）  | アーセナル            | 188     | アビスパ福岡U-18              | 福岡市博多区             | 46分              |                       | 68分               | ○                    |                  |
| 17     | 田中碧               | MF   | 1998年9月10日（24歳）  | デュッセルドルフ      | 180     | 川崎フロンターレU-18          | 川崎市宮前区             | 71分              |                       | 87分               | 105分                |                  |
| 18     | 浅野拓磨             | FW   | 1994年11月10日（28歳） | VfLボーフム           | 173     | 四日市中央工業高              | 三重県三重郡菰野町       | 57分              | 46分                  | 62分               | 64分                 |                  |
| 19     | 酒井宏樹             | DF   | 1990年4月12日（32歳）  | 浦和レッズ            | 185     | 柏レイソルU-18                | 千葉県柏市               | 75分              |                       |                    | 75分                 | 2014、2018       |
| 20     | 町野修斗             | FW   | 1999年9月30日（23歳）  | 湘南ベルマーレ        | 185     | 履正社高                      | 三重県伊賀市             |                   |                       |                    |                      | [ 注 12 ]        |
| 21     | 上田綺世             | FW   | 1998年8月28日（24歳）  | サークル・ブルッヘ    | 182     | 鹿島学園高 - 法政大           | 茨城県水戸市             |                   | 46分                  |                    |                      |                  |
| 22     | 吉田麻也             | DF   | 1988年8月24日（34歳）  | シャルケ04            | 189     | 名古屋グランパスU-18          | 長崎県長崎市             | 〇                | 〇                    | 〇                 | 〇                   | 2014、2018       |
| 23     | シュミット・ダニエル | GK   | 1992年2月3日（30歳）   | シント＝トロイデン    | 197     | 東北学院高 - 中央大           | アメリカ合衆国イリノイ州 |                   |                       |                    |                      |                  |
| 24     | 相馬勇紀             | MF   | 1997年2月25日（25歳）  | 名古屋グランパス      | 166     | 三菱養和SCユース - 早稲田大   | 東京都調布市             |                   | 82分                  |                    |                      |                  |
| 25     | 前田大然             | FW   | 1997年10月20日（25歳） | セルティック          | 173     | 山梨学院大学附属高            | 大阪府南河内郡太子町     | 57分              |                       | 62分               | 64分                 |                  |
| 26     | 伊藤洋輝             | DF   | 1999年5月12日（23歳）  | VfBシュトゥットガルト | 188     | ジュビロ磐田U-18              | 浜松市東区               |                   | 46分                  |                    |                      |                  |

### トレーニングパートナー
| 選手名   | Pos. | 所属クラブ           | 備考 |
| -------- | ---- | -------------------- | ---- |
| 中野伸哉 | DF   | サガン鳥栖           |      |
| 松田隼風 | DF   | 水戸ホーリーホック   |      |
| 田中隼人 | DF   | 柏レイソル           |      |
| 高井幸大 | DF   | 川崎フロンターレU-18 |      |
| 松木玖生 | MF   | FC東京               |      |
| 佐野航大 | MF   | ファジアーノ岡山     |      |
| 甲田英將 | MF   | 名古屋グランパス     |      |
| 福井太智 | MF   | サガン鳥栖U-18       |      |
| 北野颯太 | MF   | セレッソ大阪         |      |
| 熊田直紀 | FW   | FC東京U-18           |      |

## スタッフ
- 森保一（監督）
- 横内昭展（コーチ）
- 齊藤俊秀（コーチ）
- 上野優作（コーチ）
- 松本良一（フィジカルコーチ）
- 下田崇（GKコーチ）
- 中下征樹（テクニカルスタッフ）
- 酒井清孝（テクニカルスタッフ）
- 佐藤孝大（テクニカルスタッフ）

## 本大会

### 前評判
本大会で日本はグループEに入り、ドイツやスペインといったポット1クラスの優勝経験国、2大会前にベスト8入りを果たしたコスタリカ達と同居する非常に厳しいグループとなった。海外メディアは2強2弱のグループとの見方が大半で、ドイツ代表OBの反応は楽観的だったり対戦国であるスペインのメディアはドイツ対日本のスタメン予想にいるはずのない選手を挙げる等扱いも雑であった。

### ドイツ戦
前半8分には前田大然がネットを揺らすもオフサイドの判定。前半33分にはGK権田修一がペナルティエリア内で相手を倒してPKを献上すると、これをイルカイ・ギュンドアンに決められて前半を折り返した。しかし、75分に堂安律が同点ゴールを決めると、83分には浅野拓磨が相手GKマヌエル・ノイアーのニアサイドを撃ち抜いて逆転に成功。アディショナルタイム7分に及ぶ相手の猛攻も最後まで耐え凌ぎ、日本代表史上初となるワールドカップでの逆転勝ちを達成した。
| ドイツ                   | 1 - 2    | 日本                          |
| ------------------------ | -------- | ----------------------------- |
| - ギュンドアン 33分 (PK) | レポート | - 堂安律 75分 - 浅野拓磨 83分 |

| ドイツ | 日本 |

| GK               | 1  | マヌエル・ノイアー       |  |      |
| RB               | 15 | ニクラス・ジューレ       |  |      |
| CB               | 2  | アントニオ・リュディガー |  |      |
| CB               | 23 | ニコ・シュロッターベック |  |      |
| LB               | 3  | ダヴィド・ラウム         |  |      |
| CM               | 6  | ヨシュア・キミッヒ       |  |      |
| CM               | 21 | イルカイ・ギュンドアン   |  | 67分 |
| RW               | 10 | セルジュ・ニャブリ       |  | 90分 |
| AM               | 13 | トーマス・ミュラー       |  | 67分 |
| LW               | 14 | ジャマル・ムシアラ       |  | 79分 |
| CF               | 7  | カイ・ハフェルツ         |  | 79分 |
| 控え             |    |                          |  |      |
| MF               | 18 | ヨナス・ホフマン         |  | 67分 |
| MF               | 8  | レオン・ゴレツカ         |  | 67分 |
| MF               | 11 | マリオ・ゲッツェ         |  | 79分 |
| FW               | 9  | ニクラス・フュルクルク   |  | 79分 |
| FW               | 26 | ユスファ・ムココ         |  | 90分 |
| 監督             |    |                          |  |      |
| ハンジ・フリック |    |                          |  |      |

| GK     | 12 | 権田修一 |  |      |
| RB     | 19 | 酒井宏樹 |  | 75分 |
| CB     | 4  | 板倉滉   |  |      |
| CB     | 22 | 吉田麻也 |  |      |
| LB     | 5  | 長友佑都 |  | 57分 |
| CM     | 6  | 遠藤航   |  |      |
| CM     | 17 | 田中碧   |  | 71分 |
| RW     | 14 | 伊東純也 |  |      |
| AM     | 15 | 鎌田大地 |  |      |
| LW     | 11 | 久保建英 |  | 46分 |
| CF     | 25 | 前田大然 |  | 57分 |
| 控え   |    |          |  |      |
| DF     | 16 | 冨安健洋 |  | 46分 |
| MF     | 9  | 三笘薫   |  | 57分 |
| FW     | 18 | 浅野拓磨 |  | 57分 |
| MF     | 8  | 堂安律   |  | 71分 |
| MF     | 10 | 南野拓実 |  | 75分 |
| 監督   |    |          |  |      |
| 森保一 |    |          |  |      |

| Man of the Match: 権田修一 副審: デビッド・モラン ザカリ・ゼーヘラール 第4の審判: セッド・マルティネス 予備副審: ヘルピス・フェリス ビデオ副審: マウロ・ヴィリアーノ アシスタントビデオ副審: アルマンド・ビジャレアル キャスリン・ネスビット フェルナンド・ゲレーロ スタンバイビデオ副審: マフムド・アブエルレガル |

### コスタリカ戦
日本は今節で勝利した上でドイツが勝ち以外ならば1試合を残して2大会連続の決勝トーナメント進出が決まる試合だった。日本はボールを保持して圧倒的に攻める展開だったが、ケイロル・ナバスを中心とした相手の堅い守りを崩すことができず、試合終盤にクリアミスからケイセル・フレールにボールを拾われ、コスタリカ唯一の枠内シュートで失点を喫して敗れた。また、日本がコスタリカに敗れたのは今回が初であった。
| 日本 | 0 - 1    | コスタリカ      |
| ---- | -------- | --------------- |
|      | レポート | - フレール 81分 |

| 日本 | コスタリカ |

| GK     | 12 | 権田修一 |        |      |
| RB     | 2  | 山根視来 | 44分   | 62分 |
| CB     | 4  | 板倉滉   | 84分   |      |
| CB     | 22 | 吉田麻也 |        |      |
| LB     | 5  | 長友佑都 |        | 46分 |
| CM     | 6  | 遠藤航   | 90+3分 |      |
| CM     | 13 | 守田英正 |        |      |
| RW     | 8  | 堂安律   |        | 67分 |
| AM     | 15 | 鎌田大地 |        |      |
| LW     | 24 | 相馬勇紀 |        | 82分 |
| CF     | 21 | 上田綺世 |        | 46分 |
| 控え   |    |          |        |      |
| DF     | 26 | 伊藤洋輝 |        | 46分 |
| FW     | 18 | 浅野拓磨 |        | 46分 |
| MF     | 9  | 三笘薫   |        | 62分 |
| MF     | 14 | 伊東純也 |        | 67分 |
| MF     | 10 | 南野拓実 |        | 82分 |
| 監督   |    |          |        |      |
| 森保一 |    |          |        |      |

| GK                             | 1  | ケイロル・ナバス         |      |        |
| CB                             | 6  | オスカル・ドゥアルテ     |      |        |
| CB                             | 19 | ケンダル・ワストン       |      |        |
| CB                             | 15 | フランシスコ・カルボ     | 70分 |        |
| RWB                            | 4  | ケイセル・フレール       |      |        |
| LWB                            | 8  | ブライアン・オビエド     |      |        |
| RM                             | 13 | ヘルソン・トーレス       |      | 65分   |
| CM                             | 17 | ジェルトシン・テヘダ     |      |        |
| CM                             | 5  | セルソ・ボルヘス         | 61分 | 89分   |
| LM                             | 12 | ジョエル・キャンベル     |      | 90+5分 |
| CF                             | 7  | アントニー・コントレラス | 41分 | 65分   |
| 控え                           |    |                          |      |        |
| MF                             | 20 | ブランドン・アギレラ     |      | 65分   |
| MF                             | 9  | ジェウィソン・ベネット   |      | 65分   |
| MF                             | 14 | ユースティン・サラス     |      | 89分   |
| MF                             | 2  | ダニエル・チャコン       |      | 90+5分 |
| 監督                           |    |                          |      |        |
| ルイス・フェルナンド・スアレス |    |                          |      |        |

| Man of the Match: ケイセル・フレール 副審: スチュアート・バート サイモン・ベネット 第4の審判: マグエット・ンディアイ 予備副審: エル・ハジ・マリック・サンバ ビデオ副審: ジェローム・ブリサード アシスタントビデオ副審: ブノワ・ミロー シリル・グランゴア アディル・ズラク スタンバイビデオ副審: ニコラス・ダノス |

### スペイン戦

#### 試合前
日本はグループの中で一番FIFAランキングが低いコスタリカに負けただけでなく、一年前の東京五輪でスペインに敗れた上に、彼らはコスタリカに大勝しているので戦前の予想は厳しいものであった。また、出場した過去6大会において決勝トーナメント進出とグループ敗退を繰り返しており、順番通りなら今回は後者であった。

#### 試合展開
ボール支配率は日本18％、スペインは82％という圧倒的な劣勢の中で前半12分にアルバロ・モラタに先制点を許す苦しい展開に。同時刻にコスタリカ対ドイツも支配率が32％対68％というスタッツの中でセルジュ・ニャブリが先制点を挙げる。日本とコスタリカは中々攻め手を見いだせず前半はこのまま終了。
日本は後半開始から長友佑都に代えて三笘薫、久保建英に代えて堂安律を投入。後半3分に堂安律、8分に田中碧が立て続けにゴールを奪い逆転に成功。逆転されたスペインは直後にニコ・ウィリアムズに代えてフェラン・トーレス、アルバロ・モラタに代えてマルコ・アセンシオを投入した。
コスタリカも後半8分にジェルトシン・テヘダ、20分にフアン・パブロ・バルガスがゴールを奪い逆転に成功。この時点で日本とコスタリカが決勝トーナメント進出に王手をかける。
後半23分にドイツはカイ・ハフェルツが同点ゴールを決める。得失点差の関係でコスタリカがトーナメントに行くためには勝利しかないが、40分にもハフェルツにこの日2点目となるゴールを決められて逆転される展開に。44分にはニクラス・フュルクルクにもトドメの一撃を許した。
ドイツが4-2で勝ったことで日本は引き分けだと総得点で下回るために決勝トーナメントへ進むためにはリードを守り切る(勝つ)しかなくなったが、前後半でシュート12本・パス1,000回を駆使した相手に逃げ切り、スペインに歴史的な勝利を挙げて日本代表としては史上初となる2大会連続の決勝トーナメント進出を決めた。

#### 三笘の1ミリ
逆転弾となる日本の二点目をアシストした日本代表MF三笘薫の折り返し時のボールがゴールラインを割っているか否かが大きく話題になり、メディアでは「三笘の1ミリ」の他にも「神の足」「ミリアシスト」等と次々に報道された。
実況映像と会場では様々な角度からのリプレイが映し出されて、主審はビデオ・オペレーション・ルーム（VOR）にいるアシスタント・ビデオ・アシスタント・レフェリー（AVAR）との交信、確認には150秒掛かった。
決定的な証拠はAP通信が試合後公開するペトル・ダビド・ヨセクの撮った俯瞰の写真だ。ロイター、AFP、ゲッティイメージズ、APの4社のフォトグラファーのみスタジアムの天井から吊り下がった作業用の通路「キャットウォーク」上がれて、他3社がスペインのゴールを期待して日本のGKの上に俯瞰して三笘の1ミリを撮れなかった。ヨセクが日本のゴールを期待してスペインのGKの上に待っている。
FIFAの公式Twitterによると「スペインに2-1で勝利した日本の2点目は、ボールがアウトオブプレーになったかどうか、VARでチェックされた。ビデオマッチオフィシャルがゴールラインカメラの映像を使って、ボールがまだ部分的にライン上にあるかどうかをチェックした」とし、「他のカメラでは誤解を招く画像を提供するかもしれないが、入手可能な証拠では、ボール全体がプレーから外れていたわけではない」とプレー映像と解説動画で見解を示した。
長年プレミアリーグの主審として活躍し、2022年からVAR専任の審判員となったマイク・ディーンは正しい判定と支持し、ドイツの放送局ZDF（電子版）は「ミリ単位の判定がドイツを敗退に追いやった」と報道。大会公式球であるアル・リフラ内部には慣性計測装置（IMU）センサーが内蔵されており、ゴールラインテクノロジーの解析に必要なデータをビデオ・オペレーション・ルーム（VOR）に送信している。
余波は今回の試合だけに留まらず、2002年日韓W杯の韓国戦で同様のゴールライン際のプレーで誤審を味わった元スペイン代表MFガイスカ・メンディエタは「2002年はアウトで、2022年の日本はイン!?」と当時の証拠写真と比較して不満を露わにし、2010年南アフリカW杯でドイツと対戦した際に誤審があったイングランドのサポーターもSNSで反応した。
皮肉にも目視では厳格に判別できない部分について、今大会では正確すぎる技術があったがゆえにドイツは敗退となった。
試合後に三笘は「入った後はちょっと足が長くて良かったと思いました」とインタビューで答えた。

#### 試合後
ドイツ・スペインという強豪国を破った一連の勝利はドーハの歓喜、ないしドーハの奇跡と表現された。特に、1大会で2回逆転勝ちしたのはブラジルや(西)ドイツに続いて52年ぶり3チーム目であり、ドイツ戦勝利の快挙と共に伝えるメディアが多かった。また、データサイト『Opta』によれば、ワールドカップの詳細なデータが残されるようになった1966年以降、700本以上のパスを試みながら試合に敗れたチームは今大会の日本と対戦したドイツとスペインのみであった。
8か月後、なでしこジャパンもFIFA女子ワールドカップでスペイン女子代表に勝利した事で日本は同時期のワールドカップで男女ともにスペインに勝利した国となった。女子のスペイン戦でも、2011年以降の勝利チームで同大会史上最も低い支配率となった。

#### 試合記録
| 日本                        | 2 - 1    | スペイン      |
| --------------------------- | -------- | ------------- |
| - 堂安律 48分 - 田中碧 51分 | レポート | - モラタ 11分 |

| 日本 | スペイン |

| GK     | 12 | 権田修一 |      |      |
| CB     | 4  | 板倉滉   | 39分 |      |
| CB     | 22 | 吉田麻也 | 45分 |      |
| CB     | 3  | 谷口彰悟 | 44分 |      |
| RM     | 14 | 伊東純也 |      |      |
| CM     | 13 | 守田英正 |      |      |
| CM     | 17 | 田中碧   |      | 87分 |
| LM     | 5  | 長友佑都 |      | 46分 |
| RF     | 15 | 鎌田大地 |      | 68分 |
| CF     | 25 | 前田大然 |      | 62分 |
| LF     | 11 | 久保建英 |      | 46分 |
| 控え   |    |          |      |      |
| MF     | 8  | 堂安律   |      | 46分 |
| MF     | 9  | 三笘薫   |      | 46分 |
| FW     | 18 | 浅野拓磨 |      | 62分 |
| DF     | 16 | 冨安健洋 |      | 68分 |
| MF     | 6  | 遠藤航   |      | 87分 |
| 監督   |    |          |      |      |
| 森保一 |    |          |      |      |

| GK               | 23 | ウナイ・シモン         |  |      |
| RB               | 2  | セサル・アスピリクエタ |  | 46分 |
| CB               | 16 | ロドリ                 |  |      |
| CB               | 4  | パウ・トーレス         |  |      |
| LB               | 14 | アレハンドロ・バルデ   |  | 68分 |
| DM               | 5  | セルヒオ・ブスケツ     |  |      |
| CM               | 9  | ガビ                   |  | 68分 |
| CM               | 26 | ペドリ                 |  |      |
| RF               | 12 | ニコ・ウィリアムズ     |  | 57分 |
| CF               | 7  | アルバロ・モラタ       |  | 57分 |
| LF               | 21 | ダニ・オルモ           |  |      |
| 控え             |    |                        |  |      |
| DF               | 20 | ダニ・カルバハル       |  | 46分 |
| FW               | 11 | フェラン・トーレス     |  | 57分 |
| FW               | 10 | マルコ・アセンシオ     |  | 57分 |
| FW               | 25 | アンス・ファティ       |  | 68分 |
| DF               | 18 | ジョルディ・アルバ     |  | 68分 |
| 監督             |    |                        |  |      |
| ルイス・エンリケ |    |                        |  |      |

| Man of the Match: 田中碧 副審: ザケレ・シウェラ ソウル・ファットソーン 第4の審判: サリマ・ムカンサンガ 予備副審: エル・ハジ・マリック・サンバ ビデオ副審: フェルナンド・ゲレーロ アシスタントビデオ副審: アルマンド・ビジャレアル カイル・アトキンス アディル・ズラク スタンバイビデオ副審: ニコラス・タラン |

#### 放送
この試合は地上波ではフジテレビ（実況：中村充宏、解説：岡田武史、小野伸二）、インターネットTVではABEMA（実況：寺川俊平、解説：本田圭佑、アンドレス・イニエスタ、槙野智章）が生中継した。金曜日の午前4時キックオフと、平日早朝の放送にもかかわらず、フジテレビの平均視聴率は22・4%だった。ABEMAも史上最高視聴数を更新した。

### グループリーグ結果
| 順 | チーム     | 試 | 勝 | 分 | 敗 | 得 | 失 | 差 | 点 | 出場権                   |
| -- | ---------- | -- | -- | -- | -- | -- | -- | -- | -- | ------------------------ |
| 1  | 日本       | 3  | 2  | 0  | 1  | 4  | 3  | +1 | 6  | ノックアウトステージ進出 |
| 2  | スペイン   | 3  | 1  | 1  | 1  | 9  | 3  | +6 | 4  | ノックアウトステージ進出 |
| 3  | ドイツ     | 3  | 1  | 1  | 1  | 6  | 5  | +1 | 4  |                          |
| 4  | コスタリカ | 3  | 1  | 0  | 2  | 3  | 11 | −8 | 3  |                          |

### 決勝トーナメント
2回目となる1位通過した日本はラウンド16（1回戦）で、前回大会準優勝FIFAランキング12位のクロアチアと対戦。前半43分にセットプレーの流れから前田大然のゴールで今大会初の先制点を挙げるも、後半にイヴァン・ペリシッチのゴールで追いつかれて延長戦でも決着はつかずPK戦にまでもつれ込んだ。日本は3人のシュートが相手GKドミニク・リヴァコヴィッチに止められて、最後はクロアチアの4人目マリオ・パシャリッチに決められたところで試合終了。惜しくも史上初のベスト8進出は叶わなかった。
| 日本                                      | 1 - 1 (延長) | クロアチア                                              |
| ----------------------------------------- | ------------ | ------------------------------------------------------- |
| - 前田大然 43分                           | レポート     | - ペリシッチ 55分                                       |
| PK戦                                      |              |                                                         |
| - 南野拓実 - 三笘薫 - 浅野拓磨 - 吉田麻也 | 1 - 3        | - ヴラシッチ - ブロゾヴィッチ - リヴァヤ - パシャリッチ |

| 日本 | クロアチア |

| GK     | 12 | 権田修一 |  |       |
| CB     | 16 | 冨安健洋 |  |       |
| CB     | 22 | 吉田麻也 |  |       |
| CB     | 3  | 谷口彰悟 |  |       |
| RM     | 14 | 伊東純也 |  |       |
| CM     | 6  | 遠藤航   |  |       |
| CM     | 13 | 守田英正 |  | 106分 |
| LM     | 5  | 長友佑都 |  | 64分  |
| RF     | 8  | 堂安律   |  | 87分  |
| CF     | 25 | 前田大然 |  | 64分  |
| LF     | 15 | 鎌田大地 |  | 75分  |
| 控え   |    |          |  |       |
| MF     | 9  | 三笘薫   |  | 64分  |
| FW     | 18 | 浅野拓磨 |  | 64分  |
| DF     | 19 | 酒井宏樹 |  | 75分  |
| MF     | 10 | 南野拓実 |  | 87分  |
| MF     | 17 | 田中碧   |  | 106分 |
| 監督   |    |          |  |       |
| 森保一 |    |          |  |       |

| GK                 | 1  | ドミニク・リヴァコヴィッチ   |       |       |       |
| RB                 | 22 | ヨシプ・ユラノヴィッチ       |       |       |       |
| CB                 | 6  | デヤン・ロヴレン             |       |       |       |
| CB                 | 20 | ヨシュコ・グヴァルディオール |       |       |       |
| LB                 | 3  | ボルナ・バリシッチ           | 116分 |       |       |
| DM                 | 11 | マルセロ・ブロゾヴィッチ     |       |       |       |
| CM                 | 10 | ルカ・モドリッチ             |       | 99分  |       |
| CM                 | 8  | マテオ・コヴァチッチ         | 90分  | 99分  |       |
| RF                 | 9  | アンドレイ・クラマリッチ     |       | 68分  |       |
| CF                 | 16 | ブルーノ・ペトコヴィッチ     |       | 62分  |       |
| LF                 | 4  | イヴァン・ペリシッチ         |       | 106分 |       |
| 控え               |    |                              |       |       |       |
| FW                 | 17 | アンテ・ブディミル           |       | 62分  | 106分 |
| MF                 | 15 | マリオ・パシャリッチ         |       | 68分  |       |
| MF                 | 13 | ニコラ・ヴラシッチ           |       | 99分  |       |
| MF                 | 7  | ロヴロ・マイェル             |       | 99分  |       |
| FW                 | 14 | マルコ・リヴァヤ             |       | 106分 |       |
| FW                 | 18 | ミスラヴ・オルシッチ         |       | 106分 |       |
| 監督               |    |                              |       |       |       |
| ズラトコ・ダリッチ |    |                              |       |       |       |

| Man of the Match: ドミニク・リヴァコヴィッチ 副審: コーリー・パーカー カイル・アトキンス 第4の審判: ムスタファ・ゴルバル 予備副審: モクラン・グラリ ビデオ副審: ニコラス・ガロ アシスタントビデオ副審: フリオ・バスクニャン エゼキエウ・ブライロフスキー パオロ・ヴァレーリ スタンバイビデオ副審: アブデルハク・エチアリ |